# Leontocebus nigricollis
Leontocebus nigricollis é uma espécie de primata do Novo Mundo que ocorre no Brasil, Equador, Colômbia e Peru. Ocorre entre os rios Putumayo e Solimões.